# Stanisław Radkiewicz

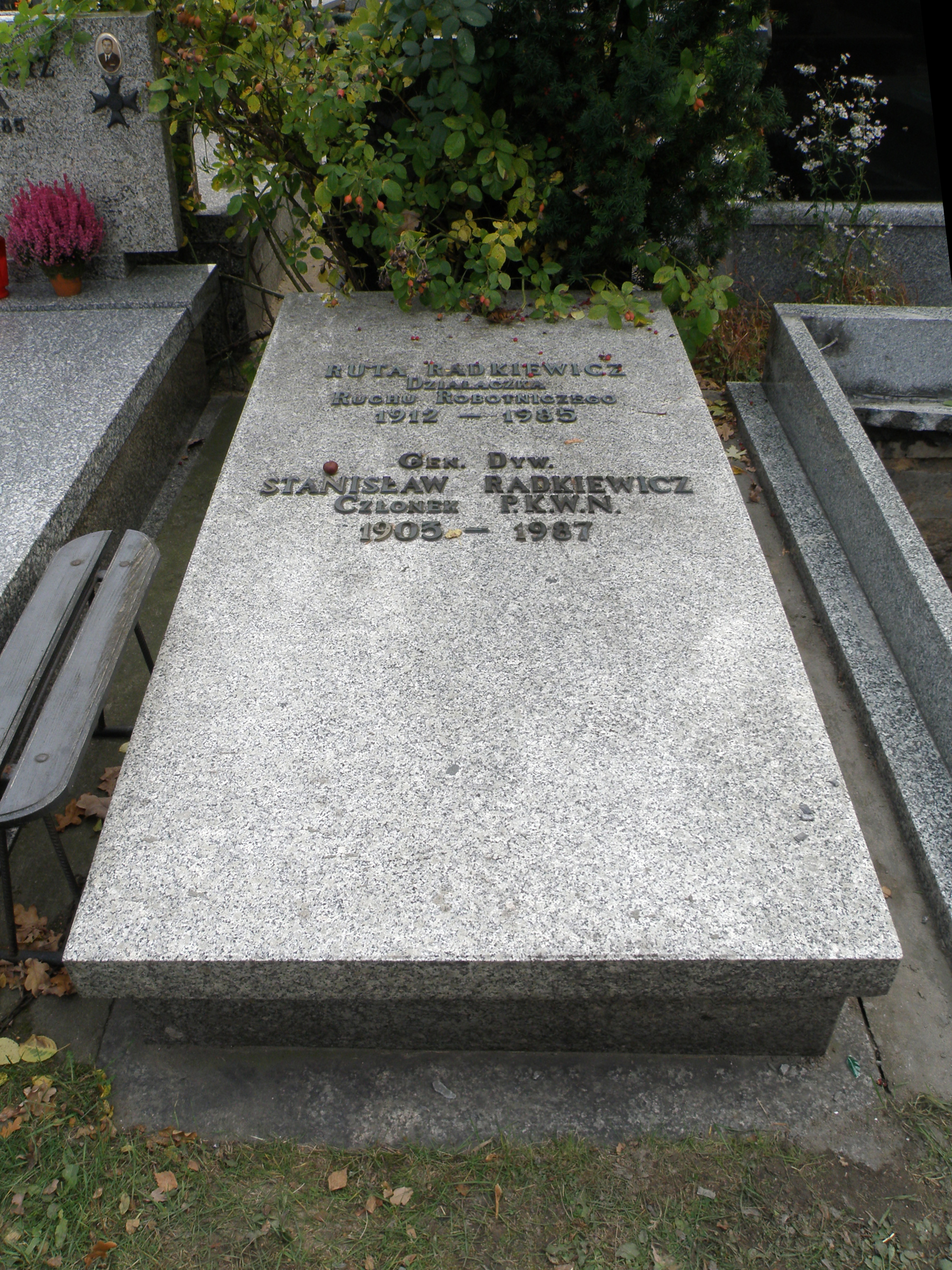
Nagrobek Stanisława Radkiewicza i Ruty Radkiewicz na Cmentarzu Wojskowym na Powązkach

Stanisław Radkiewicz (ur. 19 stycznia 1903 w Razmierkach, zm. 13 grudnia 1987 w Warszawie) – generał dywizji bezpieczeństwa publicznego, członek KZMP, KPP, PPR i PZPR, oficer polityczny w Polskich Siłach Zbrojnych w ZSRR (armii Berlinga) (1943–1944), zastępca sekretarza tajnego Centralnego Biura Komunistów Polski przy KC WKP(b) (1944), kierownik resortu bezpieczeństwa publicznego w PKWN (1944), minister bezpieczeństwa publicznego (1944–1954), minister Państwowych Gospodarstw Rolnych (1954–1956), członek Biura Politycznego KC PZPR (1948–1955), od marca 1946 członek Państwowej Komisji Bezpieczeństwa, poseł do Krajowej Rady Narodowej, na Sejm Ustawodawczy oraz na Sejm PRL I kadencji. Odpowiedzialny za liczne zbrodnie w okresie powojennym.

## Życiorys
Pochodził z chłopskiej rodziny Franciszka i Pauliny z Lenczewskich. Ukończył 3 klasy szkoły powszechnej. W 1915, wraz z rodziną, został wywieziony przez wycofującą się armię carską w głąb Rosji, do wsi Efremówka k. Buzułuku, gdzie pracował na roli u miejscowych chłopów. Podczas rewolucji bolszewickiej podjął pracę w gminnej kancelarii Rady Rewolucyjnej Chłopów i Żołnierzy i wstąpił do Komsomołu. Po traktacie ryskim powrócił wraz z rodziną (1922) do rodzinnej wsi Razmierki, jednakże już w 1923 nielegalnie przedostał się do ZSRR, do brata Antoniego, który pełnił służbę w Armii Czerwonej. Biuro Polskie Komunistycznej Partii Białorusi skierowało go do Moskwy na studia w sekcji polskiej Komunistycznego Uniwersytetu Mniejszości Narodowych Zachodu im. Juliana Marchlewskiego. W 1924 ukończył studia na Uniwersytecie Kominternowskim. W 1925 został nielegalnie wysłany do Polski jako funkcjonariusz Związku Młodzieży Komunistycznej w Polsce. Za działalność skierowaną przeciwko suwerenności i niepodległości Polski został aresztowany (1928) i skazany na cztery lata więzienia. Po odbyciu kary podjął działalność w Komunistycznej Partii Polski jako etatowy funkcjonariusz partyjny (funk), gdzie pełnił różne funkcje, m.in. sekretarza okręgowego Zagłębia Dąbrowskiego.
W 1933 zatrzymany przez policję jako sekretarz Komitetu Centralnego KZMP wyrzekł się na piśmie partii komunistycznej i zobowiązał się do zaniechania wszelkiej działalności politycznej. Fakt ten w okresie późniejszym określił Jakub Berman jako „pewną słabość” bez wielkiego znaczenia, a „dającą gwarancję jego lojalności jako ministra bezpieczeństwa”. Ponownie aresztowany w 1937 przez pół roku przebywał w areszcie. Po rozwiązaniu KPP przez Międzynarodówkę Komunistyczną (Komintern) przebywał w Warszawie, pracując m.in. na budowach jako robotnik. Cieszył się specjalnymi względami Józefa Stalina, gdyż obok Jakuba Bermana miał pełnomocnictwa do likwidacji istniejących jeszcze komórek organizacyjnych KPP.
Po agresji III Rzeszy na Polskę przez tydzień służył w Robotniczym Batalionie Obrony Warszawy, następnie zdezerterował i przedostał się na tereny okupowane przez Armię Czerwoną po agresji ZSRR na Polskę. Jako obywatel sowiecki i członek Wszechzwiązkowej Komunistycznej Partii (bolszewików) pracował jako powiatowy inspektor szkolny w Kosowie Poleskim. W latach 1940–1942 lejtnant Armii Czerwonej, w służbie administracyjnej przy Froncie Zachodnim, zdemobilizowany podjął pracę w kołchozie Worowieszcz, służył także w batalionach pracy – pomocniczych jednostkach wojskowych.
15 sierpnia 1943 wstąpił do Polskich Sił Zbrojnych w ZSRR (Armii Berlinga), został zastępcą dowódcy 2 Pułku Artylerii Lekkiej 2 Dywizji Piechoty d.s. politycznych. Od października 1943 w miejscowości Biełoomut w obwodzie moskiewskim, niedaleko Moskwy nadzorował formowanie Samodzielnego Batalionu Szturmowego – jednostki dywersyjno-rozpoznawczej.
W 1944 należał do Zarządu Głównego Związek Patriotów Polskich , był również od lutego 1944 zastępcą sekretarza tajnego Centralnego Biura Komunistów Polski przy KC WKP(b), w tymże roku wstąpił do Polskiej Partii Robotniczej.
Po powołaniu Polskiego Komitetu Wyzwolenia Narodowego stanął na czele wchodzącego w jego struktury Resortu Bezpieczeństwa Publicznego, zajmował to stanowisko od 21 lipca do 31 grudnia 1944. Najważniejsze stanowiska w kierowanym przez niego resorcie objęli funkcjonariusze NKWD i absolwenci kursów NKWD w Kujbyszewie oraz członkowie PPR, oraz Gwardii Ludowej i Armii Ludowej z okresu okupacji niemieckiej. Po przekształceniu PKWN w Rząd Tymczasowy, a RBP w Ministerstwo Bezpieczeństwa Publicznego, został awansowany do stopnia generała brygady i objął stanowisko ministra. Jego zastępcami byli również obywatele sowieccy i członkowie WKP(b): Mieczysław Mietkowski i Roman Romkowski, którzy odgrywali w MBP kluczową rolę, kierując jego najważniejszymi pracami. W 1947 mianowany generałem dywizji.
Ministerstwo Bezpieczeństwa Publicznego pod kierownictwem Radkiewicza rozwijało się bardzo szybko, stanowiąc główne narzędzie terroru, zastraszania społeczeństwa oraz prowadzenia inwigilacji. W kwietniu 1945 było już 12 tys. funkcjonariuszy bezpieczeństwa, a w grudniu 1945 – 24 tys. Apogeum rozwoju MBP miało miejsce w roku 1953, gdy liczebność funkcjonariuszy bezpieczeństwa przekroczyła 33 tys. W ramach MBP istniały będące służbą specjalną Departamenty MBP i sieć Urzędów Bezpieczeństwa do szczebla powiatu, oraz podporządkowane MBP: Milicja Obywatelska (w grudniu 1945 – 70 tys. w 1953 – 47,5 tys.), Ochotnicza Rezerwa Milicji Obywatelskiej (125 tys.), Korpus Bezpieczeństwa Wewnętrznego (41 tys.), Wojska Ochrony Pogranicza (32 tys.), Straż Więzienna (10 tys.), Zawodowa Straż Pożarna i inne jednostki organizacyjne i służby. MBP zajmowało się m.in. zwalczaniem niepodległościowych organizacji konspiracyjnych, Kościoła katolickiego (i innych wyznań religijnych), legalnych partii niekomunistycznych (m.in. Polskie Stronnictwo Ludowe i Stronnictwo Pracy) i kontrolą wszystkich organizacji społecznych i gospodarczych. Szczególną rolę pełnili doradcy sowieccy z NKWD, którzy sprawowali nieformalny nadzór nad funkcjonowaniem całego resortu.
Od grudnia 1945 do 1948 był członkiem Biura Politycznego KC PPR, a od grudnia 1948 był członkiem Polskiej Zjednoczonej Partii Robotniczej i jej Komitetu Centralnego (1948–1957) oraz Biura Politycznego KC PZPR (1948–1955). Od 24 lutego 1949 był członkiem Komisji Bezpieczeństwa KC PZPR, nadzorującej instytucje bezpieczeństwa państwa prowadzące represje czasów Bolesława Bieruta i stalinizmu. Pełnił mandat poselski do Krajowej Rady Narodowej, na Sejm Ustawodawczy oraz na Sejm PRL I kadencji.
9 grudnia 1954 odwołany ze stanowiska Ministra BP, a w lipcu 1955 nakłoniony, by zrezygnował z członkostwa w Biurze Politycznym KC PZPR. Mimo że doszło do procesów m.in. Romana Romkowskiego, Józefa Różańskiego i Anatola Fejgina, Stanisław Radkiewicz pozostał całkowicie bezkarny. Po złożeniu samokrytyki został mianowany ministrem Państwowych Gospodarstw Rolnych. W maju 1957 usunięty z KC PZPR i z partii. Od 1958 dyrektor departamentu i inwestycji w Urzędzie Rezerw Państwowych, w latach 1963–1968 dyrektor generalny. W 1968 przeszedł na emeryturę .
Do śmierci z krótką przerwą był członkiem PZPR, a „Trybuna Ludu” zamieściła 14 grudnia 1987 następujący nekrolog: Stanisław Radkiewicz, generał w stanie spoczynku.
Jego żoną była Ruta Radkiewicz z domu Tajch (1912–1985), działaczka ruchu robotniczego. Oboje zostali pochowani na Cmentarzu Wojskowym na Powązkach (kwatera II D4-2-4). Jego brat Antoni, funkcjonariusz WKP(b), został w 1937 aresztowany i stracony przez NKWD, także siostra Anna była represjonowana i zesłana do Republiki Komi.

## Awanse
- 1940 – podporucznik[7],
- 1943 – kapitan,
- 1947 – generał dywizji.

## Ordery i odznaczenia
- Order Sztandaru Pracy I klasy
- Krzyż Komandorski z Gwiazdą Orderu Odrodzenia Polski (19 lipca 1946)[16]
- Order Krzyża Grunwaldu II klasy (3 stycznia 1945)[17]
- Medal „Za udział w walkach w obronie władzy ludowej”
- Medal za Warszawę 1939–1945 (17 stycznia 1946)[18]
- Pamiątkowy Medal z okazji 40. rocznicy powstania Krajowej Rady Narodowej (1983)[19][20]
- Order Zasługi dla Ludu ze Złotą Gwiazdą (Jugosławia, 1946)[21]
- Wielka Wstęga Orderu Gwiazdy Rumuńskiej Republiki Ludowej (1948)[22]